# بینالاکاشمی نپرام
بینالاکاشمی نپرام (انگلیسی: Binalakshmi Nepram; ۱۹ اکتبر ۱۹۷۴) بشردوستی، اهل هند است. یک فعال حقوق بشر، نویسنده و فعال حقوق زنان و به‌طور کلی رهبر جنبش خلع‌سلاح با هدف متوقف کردن فرهنگ استفاده از سلاح و آوردن صلح به ایالت مانیپور در شمال شرق هند است. به خاطر فعالیت‌هایش برای مانیپور و شمال شرق هند، او را به «چهره و صدای شرق» در کاهش خشونت مسلحانه می‌شناسند.

## زندگی‌نامه
نپرام در ایمفال، مانیپور، شمال شرق هند متولد شد. والدین او، نپرام بهاری و ینسنبام ایبمهال هستند. او در ایمفال در فضایی از خشونت و خونریزی رشد کرد و همین شخصیت آینده او را شکل داد، درهنگام تولد در ایمفال ارتش حاکم بود و مقررات منع رفت‌وآمد عمومی وجود داشت.او تحصیلات خود را در ایمفال گذراند و رتبه دوم را در امتحانات به دست آورد و گواهی‌نامه (HSLC) دریافت کرد، او همزمان جایزه یادبود آموسانا و گورو را به دست آورد. نپرام مدرک کارشناسی‌ ارشد خود را در رشته تاریخ از دانشگاه دهلی گرفت و استاد فلسفه در مطالعات آسیای جنوبی شد و همچنین مدرک روابط بین‌الملل را از دانشگاه جواهر لعل نهرو کسب کرد. او طی تحقیقات خود در دانشگاه متوجه جدی بودن خشونت در وضعیت کشورش شد. تحقیقات او تحت‌تاثیر کتاب قاچاق اسلحه کوچک و فناوری‌های حساس و همچنین یک کاغذ سفید مربوط به سلاح‌های کوچک صادر شده توسط دولت کانادا بود که تأثیر عمیقی بر روی او داشت. دو سال تحقیق او منجر به انتشار کتابی با عنوان نیروهای مرزی جنوب در محاصره در سال (۲۰۰۲) انجامید و او همچنان بر روی موضوع مورد علاقه‌اش در زمینه «سلاح‌های کوچک و سلاح‌های سبک» تحقیق می‌کرد. در سال ۲۰۰۴، او بنیاد سلاح‌های کنترل هند (CAFI) را با هدف مطالعه مسائل خلع‌سلاح تأسیس کرد و این کار او باعث شد در افزایش استفاده از سلاح‌های سبک و سلاح‌های سبکی که برای گروه‌های اجتماعی به‌ویژه برای زنان، کودکان و افراد مسن استفاده می‌شد و زیان‌آور بود، نقش داشته باشد. در سال ۲۰۰۴، زمانی که بودا - م، صاحب یک کارگاه خودروی بمب‌گذاری‌شده در روستایی از نواحی توبال، به ضرب گلوله افراد ناشناس کشته شد، و همسرش هرگز قاتل او را پیدا نکرد که چرا و به چه دلیلی همسرش را به قتل رساندند. در سال ۲۰۰۷ با وجود رخ دادن چندین مورد از چنین حوادثی باعث شد تا نپرام را وادار به بازگشت به ایمفال کند و او در آنجا شبکه زنان مانیپور (MWGSN) را در سال ۲۰۰۷ با هدف اولیه تأمین مالی و سایر انواع خدمات تأسیس کرد. تا به وابستگان افرادی که به ضرب گلوله کشته شدند کمک رسانی شوند. در سال ۲۰۰۴، نپرام مؤسسه کنترل سلاح هند را تأسیس کرد که اولین گروه از نوع خود در هند به‌شمار می‌رود که با مسائل خلع‌سلاح معمولی سر و کار دارد. در سال ۲۰۰۷، او برای تأسیس یک سازمان در مانیپور به منظور کمک به بسیاری از افرادی که بخاطر خشونت مسلحانه متحمل خسارات شدند پیشگام شد. او همچنین شبکه سلاح زنان در مانیپور را راه‌اندازی کرد. نپرام در بسیاری از کنفرانس‌های مرتبط با خلع‌سلاح در سازمان ملل متحد و سایر مجامع بین‌المللی شرکت کرده‌است.